# Nicola Adams
Nicola Adams (n. 26 octombrie 1982, Leeds, Anglia, Regatul Unit) este o boxeră ce a reprezentat Regatul Unit al Marii Britanii și al Irlandei de Nord, medaliată olimpică. A participat la două ediții ale Jocurilor Olimpice (2012, 2016) în care a câștigat două medalie de aur.